# Tritongatan
Tritongatan är en gata i stadsdelen Gårda i Göteborg. Den är cirka 225 meter lång och sträcker sig från Åvägen till Tomtegatan.
Gatan fick sitt namn år 1899 efter det intilliggande kvarteret Triton. Triton är son till Poseidon i grekisk mytologi. Gatan kallades tidigare för Carlavägen efter Carlarna i svensk historia, särskilt Carl XII. På kartor från åren 1899 och 1900 betecknar Tritongatan nuvarande Gudmundsgatan på södra sidan av kvarteret Triton.